# Jorge Vargas (político)
Jorge Vargas (Paracatu, 28 de janeiro de 1926 – Brasília, 22 de setembro de 1988) foi um político, advogado e empresário brasileiro de Minas Gerais. 

## Biografia
Jorge Vargas nasceu em Paracatu, filho de Quintino Vargas e de Maria Soter Vargas. Seu pai participou da Revolução de 1930, tendo chefiado a Coluna Artur Bernardes que depôs o interventor de Goiás nomeado por Washington Luís, Antônio Ramos Caiado, o qual pretendia invadir o Triângulo Mineiro a fim de unir forças com São Paulo contra Getúlio Vargas.
Seu progenitor foi ainda prefeito de Paracatu (MG), nomeado por Olegário Maciel para um mandato de 1931 a 1934.  Embora tenha iniciado seus estudos superiores na  arquitetura, Jorge Vargas preferiu dedicar-se ao Direito, já tendo em vista seguir a carreira política a exemplo de seu pai. Formou-se em Ciências Jurídicas e Sociais em 1953, pela Faculdade de Direito da Universidade Federal de Minas Gerais. Antes de entrar na carreira política, atuou como advogado na área trabalhista junto ao sindicato dos fluviários de Pirapora. Seguindo a trilha do pai, que havia sido um dos fundadores do núcleo mineiro da  UDN, iniciou sua carreira política neste partido pelo qual foi eleito deputado estadual para a Assembleia Legislativa de Minas Gerais em 1963.  
Jorge Vargas foi deputado estadual em Minas Gerais por dois mandatos consecutivos: de 1963 a 1967, pela UDN, e de 1967 a 1971, pela ARENA. Na Assembleia Legislativa de Minas Gerais, Vargas chegou a ser vice-líder do governo e a presidir a Comissão Executiva. Foi autor do projeto de lei que criou a cidade industrial de Pirapora.
Posteriormente, Vargas foi quatro vezes eleito deputado federal por Minas Gerais: de 1971 a 1975, pela ARENA; de 1975 a 1979, pela ARENA; de 1979 a 1983, pela ARENA; e de 1983 a 1987, pelo PMDB. 
Na Câmara dos Deputados, Vargas apresentou o projeto de lei que criou a Infraestrutura Aeroportuária (Infraero), em 1972. Chegou a ser vice-líder do governo, em 1978, e a presidir a Comissão de Finanças, além de participar de diversas comissões e missões do Brasil no exterior.
Com o fim do bipartidarismo no Brasil, em 1979, Vargas filiou-se ao Partido Popular, legenda de Tancredo Neves, do qual chegou a ser vice-líder na Câmara dos Deputados. Em 1981, com a incorporação do PP ao PMDB, Vargas filiou-se ao último.
Em 1986, Vargas apresentou projeto de lei que criou o Código Brasileiro de Aeronáutica. Em 1987, foi nomeado por José Sarney ministro do Tribunal de Contas da União.
Era primo de José Israel Vargas e sobrinho de José Vargas da Silva. Casou-se com Maria Helena Coutinho, filha de Ismael de Lima Coutinho, com quem teve oito filhos. Existem vias batizadas em homenagem a Jorge Vargas em: Belo Horizonte, São Francisco, Riachinho e Pirapora.

## Obras
- O rio São Francisco e o desenvolvimento nacional (1972),
- Distensão política (1975),
- O Brasil em face do petróleo e de outras fontes de energia (1975)
- O fosfato de Patos de Minas e uma nova política de desenvolvimento (1975)
- A industrialização do fosfato em Patos de Minas (1977)
- Estatização e desestatização (1977)
- Das promessas à realidade (1981)
- O rio São Francisco e suas potencialidades (1985)